# Metastelma ditassoides
Metastelma ditassoides är en oleanderväxtart som beskrevs av Rudolf Schlechter. Metastelma ditassoides ingår i släktet Metastelma och familjen oleanderväxter. Inga underarter finns listade i Catalogue of Life.